# Cantone di Neuf-Brisach
Il Cantone di Neuf-Brisach era una divisione amministrativa dell'arrondissement di Colmar.
A seguito della riforma approvata con decreto del 21 febbraio 2014, che ha avuto attuazione dopo le elezioni dipartimentali del 2015, è stato soppresso.

## Composizione
Comprendeva i comuni di
- Algolsheim
- Appenwihr
- Balgau
- Biesheim
- Dessenheim
- Geiswasser
- Heiteren
- Hettenschlag
- Logelheim
- Nambsheim
- Neuf-Brisach
- Obersaasheim
- Vogelgrun
- Volgelsheim
- Weckolsheim
- Wolfgantzen